# Southwest of Salem: The Story of the San Antonio Four
Pour plus de détails, voir Fiche technique et Distribution.
Southwest of Salem: The Story of the San Antonio Four est un documentaire de  2016 réalisé par Deborah Esquenazi et produit par Sam Tabet sur Le procès des quatre sorcières, au sujet de la persécution de quatre lesbiennes latina en 1997 et 1998, qui aurait violé deux jeunes filles. L'histoire étudie les condamnations injustifiées de Elizabeth Ramirez, Cassandra Rivera, Kristie Mayhugh, et Anna Vasquez durant la panique Satanique et la chasse aux sorcières  des années 1980 et 1990,

## Description

### Origine du film
Deborah Esquenazi apprend l'histoire des quatre de San Antonio à travers le livre d'une journaliste, Debbie Nathan (en), intitulé Satan's silence, et qui explore la vague de chasse aux sorcières liés aux supposés rituels sataniques autour du sacrifice et du viol d'enfants aux États-Unis dans les années 1980. La panique morale semée à travers tout le pays mène à des accusations selon lesquelles des pédophiles vouant un culte à Satan seraient chargés de l'administration des structures d'accueil des enfants de la classe moyenne américaine.

### Synopsis
Durant l'été de 1994, Elizabeth Ramirez, Cassandra Rivera, Kristie Mayhugh, et Anna Vasquez sont accusés d'avoir agressé sexuellement les nièces d'Elizabeth Ramirez âgées de sept et neuf ans,  à San Antonio, au Texas. Les quatre femmes ouvertement lesbiennes sont inculpées après une visite d'une semaine des nièces de Ramirez à leur appartement. Les jeunes femmes âgées de 19 et 20 ans sont mises en accusation dans un contexte d'homophobie et de l'idée répandue que les homosexuelles sont naturellement enclines à l'abus sexuel d'enfants. L'incident est considéré comme « satanique » il n'y avait nulle preuve médico-légales à l'appui. Toutes sont condamnées à 15 ans de prison à l'exception de Ramirez, la soi-disant "cheffe de bande"de 22 ans qui est condamnée à une peine de 37,5 ans de prison. À l'époque, Ramirez était enceinte et est contraint d'abandonner son nouveau-né,  plusieurs jours après le début de sa sentence. Anna et Cassandra sont également partenaires et élevaient deux enfants.
Le film met en scène la lutte de ces femmes innocentes tout au long de leur 15 ans de prison. En 2012, l'une des nièces admet avoir été contrainte par son père, Javier Limon, de faire de fausses accusations. Limon, le beau-frère d'Elizabeth, avait déjà tenté de séduire Ramirez sans succès. En 2013, une nouvelle loi est adoptée, au Texas permettant aux personnes de remettre en question leur condamnation s'il y a du nouveau ou de nouvelles preuves scientifiques Le film  suit les audiences au cours desquelles les jeunes femmes ont contesté leur condamnation.
Cassandra Rivera reçoit une libération conditionnelle en 2012, tandis que les autres ont été libérés sous caution en 2013 avec l'aide de l' Innocence Projet du Texas

## Fiche technique
- Réalisateur : Deborah Esquenazi
- Musique : Sam Lipman
- Producteurs : Deborah Esquenazi et Sam Tabet

## Réception
En avril 2016, le film est présenté en première au Tribeca Film Festival. Dans les mois suivants, le documentaire reçoit l'acclamation de la critique et le soutien des téléspectateurs qui  aident à travers un don à la campagne ACT NOW afin de contacter le bureau du procureur de district. Les séances de visonnage permettent également de signer la pétition #FreetheSA4 pétition sur Change.org qui atteint plus de 25 000 signatures au mois de novembre 2016. Le documentaire reçoit plusieurs prix, dont:
- 13 mai 2016 : Marvin Louis Booker Shoes of Justice Award, DocuWest Film Festival Denver, CO
- 18 juin 2016 : Documentary Feature Audience Award, OUTeast Film Festival Halifax, Nova Scotia
- 20 juin 2016 : Outstanding Documentary Jury Award, Frameline LGBT Film Festival Centerpiece Doc San Francisco, CA
- 15 juillet 2016 : Outstanding Documentary Jury Award, Outfest LGBTQ Film Festival Los Angeles, CA
- 18 août 2016 : Audience Award Documentary Feature & Cheryl Maples Social Justice Ward, Kaleidoscope Film Festival; Opening Night Little Rock, AR
- 15 octobre 2016 : Audience Award for Best Documentary Feature, Southwest Gay and Lesbian Film Festival SWGLFF ALbuquerque, NM
- 3 novembre 2016 : Best First Feature Documentary TV/Streaming, Broadcast Critics Choice Awards
- 1er avril 2017 : Outstanding Documentary, 28th Annual GLAAD Media Awards
- Peabody Award (18 avril 2017)[9]

## Suite
Le 23 novembre 2016, après que le film ait attiré l'attention et se soit établi comme une influence clef pour l'affaire, les "quatre de San Antonio" ont été exonérées de toutes charges, avec le film cité dans le premier paragraphe de l'avis de la cour. "Ces personnes ont gagné le droit d'annoncer aux citoyens du Texas qu'elles n'ont pas commis de crime. Qu'elles sont innocentes. Qu'elles méritent d'être exonérées de leur responsabilité", écrit le Juge David Newell de la Cour d'appel pénale du Texas